# Fox Television Stations
Fox Television Stations est une filiale du Fox Entertainment Group pour la télévision regroupant les stations détenues et opérées par la Fox aux États-Unis

## Histoire
En 1997, Fox achète le réseau de 7 stations de New World Communications.
En 2001, Fox achète Chris-Craft Industries et BHC Communications.
Le 9 avril 2018, Fox annonce l'extension d'une demi-heure de ses émissions d'informations locales dans 9 régions, produites par Fox News.

## Organisation
La société comprend
- 28 stations
- Fox Television Stations Productions, une société de productions télévisuelles
- MyNetworkTV
- Movies! (Coentreprise avec Weigel Broadcasting)

## Stations
| Ville/Marché                       | Station | Numéro de chaîne (virtuel / numérique) | Acquisition | Anciens actionnaires       | Affiliation principale   |
| ---------------------------------- | ------- | -------------------------------------- | ----------- | -------------------------- | ------------------------ |
| Phoenix                            | KSAZ-TV | 10 / 10                                | 1997        | New World Communications   | Fox Broadcasting Company |
| Phoenix                            | KUTP    | 45 / 26                                | 2001        | Chris-Craft Industries/BHC | MyNetworkTV              |
| Los Angeles                        | KTTV    | 11 / 11                                | 1986        |                            | Fox                      |
| Los Angeles                        | KCOP    | 13 / 13                                | 2001        | CCI / BHC                  | MyNetworkTV              |
| Oakland - San José - San Francisco | KTVU    | 2 / 44                                 | 2014        | Cox Media Group            | Fox                      |
| Oakland - San José - San Francisco | KICU-TV | 36 / 36                                | 2014        | Cox Media Group            | Indepenant               |
| Washington, DC                     | WTTG    | 5 / 36                                 | 1986        |                            | Fox                      |
| Washington, DC                     | WDCA    | 20 / 35                                | 2002        | United Paramount Network   | MyNetworkTV              |
| Ocala – Gainesville, FL            | WOGX    | 51 / 31                                | 2002        | Meredith Corporation       | Fox                      |
| Orlando                            | WOFL    | 35 / 22                                | 2002        | Meredith Corporation       | Fox                      |
| Orlando                            | WRBW    | 65 / 41                                | 2001        | CCI / BHC                  | MyNetworkTV              |
| Tampa - St. Petersburg             | WTVT    | 13 / 12                                | 1997        | New World Communications   | Fox                      |
| Atlanta                            | WAGA-TV | 5 / 27                                 | 1997        | New World Communications   | Fox                      |
| Chicago                            | WFLD    | 32 / 31                                | 1986        |                            | Fox                      |
| Chicago                            | WPWR-TV | 50 / 51                                | 2002        | United Paramount Network   | The CW / MyNetworkTV     |
| Detroit                            | WJBK    | 2 / 7                                  | 1997        | New World Communications   | Fox                      |
| Minneapolis – St. Paul             | KMSP-TV | 9 / 9                                  | 2001        | CCI / BHC                  | Fox                      |
| Minneapolis – St. Paul             | WFTC    | 29 / 29                                | 2002        | United Paramount Network   | MyNetworkTV              |
| Minneapolis – St. Paul             | KFTC    | 26 / 26                                | 2002        | United Paramount Network   | MyNetworkTV              |
| New York                           | WNYW    | 5 / 44                                 | 1986        |                            | Fox                      |
| New York                           | WWOR-TV | 9 / 38                                 | 2001        | CCI / BHC                  | MyNetworkTV              |
| Philadelphie                       | WTXF-TV | 29 / 42                                | 1995        | Paramount Pictures         | Fox                      |
| Charlotte                          | WJZY    | 46 / 47                                | 2013        | Capitol Broadcasting       | Fox                      |
| Charlotte                          | WMYT-TV | 55 / 39                                | 2013        | Capitol Broadcasting       | MyNetworkTV              |
| Austin                             | KTBC    | 7 / 7                                  | 1997        | New World Communications   | Fox                      |
| Dallas – Fort Worth                | KDFW-TV | 4 / 35                                 | 1997        | New World Communications   | Fox                      |
| Dallas – Fort Worth                | KDFI    | 27 / 36                                | 2000        | indépendant                | MyNetworkTV              |
| Houston                            | KRIV    | 26 / 26                                | 1986        | United Paramount Network   | Fox                      |
| Houston                            | KTXH    | 20 / 19                                | 2002        | Paramount Pictures         | MyNetworkTV              |